# Vézézoux
Vézézoux – miejscowość i gmina we Francji, w regionie Owernia-Rodan-Alpy, w departamencie Górna Loara.
Według danych na rok 1990 gminę zamieszkiwało 386 osób, a gęstość zaludnienia wynosiła 54 osoby/km² (wśród 1310 gmin Owernii Vézézoux plasuje się na 481. miejscu pod względem liczby ludności, natomiast pod względem powierzchni na miejscu 917.).